# Mobilier d'artiste
 (septembre 2006).
Le mobilier d'artiste désigne les meubles uniques ou faits en petites quantités par des artistes, par opposition aux meubles faits en série dans des usines.

## Histoire
Du Moyen Âge au XVIIIe siècle, la conception du mobilier est le domaine réservé des artisans.
En 1789, l’obligation de détenir une maîtrise pour réaliser des meubles, considérée comme un privilège et comme une entrave à la liberté individuelle, est abolie. Au XIXe siècle l’ébénisterie perdure, au travers de quatre grands styles : style Empire, style Restauration, style Louis-Philippe et style Napoléon III. Les techniques de fabrication se modifient sous l’effet de la croissance industrielle. Le goût évolue, la marqueterie est moins employée, les lignes sont épurées.
Il faut attendre l’apogée de la révolution industrielle (vers 1870), pour que les industriels eux-mêmes commencent à s'intéresser au mobilier. Les techniques de production passent d’un système de production artisanal, dans des lieux dispersés, à une production de plus en plus mécanisée et centralisée, en série, utilisant des normes afin d’obtenir une qualité homogène.
Le débat s'engage alors entre les tenants de la technologie et de l’industrie et ceux qui défendent une ligne historiciste et la beauté de l’objet unique. Cette polémique se poursuivra tout au long du XXe siècle.
Au même moment, les artistes s’affranchissent de l’Académisme notamment avec les impressionnistes au salon de 1874. Libéré des contraintes esthétiques et techniques, le champ d’application des artistes s’agrandit. Si bien que les artistes peintres et sculpteurs créeront également du mobilier, le mobilier d’artiste.

### Le design
Le mobilier aujourd’hui est souvent englobé par le terme « design ». Le design, apparu au fil du XXe siècle, est une notion complexe.
Si l’on se réfère à la définition de Raymond Guidot selon laquelle le design est « la part de création assurant la cohérence entre les impératifs technologiques de fabrication, la structure interne de l’objet, sa valeur d’utilisation et son aspect final », le mobilier d’artiste ne concerne, a priori, pas le champ du design. Le critère de fonctionnalité n’est pas un élément majeur dans la création de l’artiste. L’artiste souhaite avant tout pouvoir s’exprimer par le biais de sa création.

## L’Avènement du mobilier d’artiste

### Les artistes plasticiens et les arts décoratifs au début duXXesiècle
La liberté acquise par les impressionnistes aboutit au début du XXe siècle à l’émergence de courants esthétiques où l’artiste devient pluridisciplinaire. Son statut évolue. À la différence du siècle précédent, l’art n’obéit plus aux règles de l’Académisme. Le peintre ne se préoccupe plus de représenter le réel. Plusieurs facteurs sont en cause telles l'apparition de la photographie ou la diffusion massive des gravures.
Les artistes bénéficient également des évolutions techniques depuis la révolution industrielle (couleurs en tubes). Les œuvres n’exigent plus une préparation laborieuse, laissant plus de place à la spontanéité. L’ensemble de ces phénomènes accroît la créativité des artistes, qui multiplient leurs techniques. Leur curiosité les amène à créer des objets et des meubles.
Le groupe Nabis dont le souci était de retrouver le caractère sacré de la peinture, accorde une importance à la construction du tableau qui va de pair avec un goût affirmé du décoratif, ce qui les mène à créer des tapisseries, des céramiques ou des décors de théâtre. Paul Gauguin, parallèlement à son œuvre picturale, crée des objets tels que des céramiques et des sculptures sur bois. Maurice Denis conçoit l’ensemble de la chapelle attenante à sa demeure du Prieuré Les peintures, les vitraux et les meubles sont de sa création.
Pablo Picasso s’intéresse aux arts décoratifs. Il réalise des costumes, des céramiques, des sculptures.
Pour son ami Serge Diaghilev, il réalise en 1917 les costumes de Parade, le célèbre ballet russe. Picasso conçoit également l’ensemble du décor et le rideau de scène. En 1946, à l'occasion d'un de ses séjours dans le Midi, il voit une exposition de céramiques à Vallauris, qui produit chez lui un déclic. Il rencontre Suzanne et Georges Ramie, propriétaires de l'atelier Madoura, et décide de s'attaquer à cette discipline. Il s'installe même à Vallauris entre 1948 et 1955. Inventif, il réalisera en une vingtaine d'années environ 3500 pièces originales.
Les bouleversements techniques et artistiques qui ont eu lieu au XIXe siècle ont engendré une nouvelle vision des arts décoratifs qui favorisera les échanges entre les arts

### Les premières réalisations du mobilier d’artiste

#### L'Art nouveau
Vers 1880, l’Art nouveau fait montre d’une audace créatrice pour une clientèle aisée et réduite. L’École de Nancy, noyau de l’Art nouveau, se diversifie dans les arts décoratifs : céramique, verre et mobilier.
Le répertoire ornemental est essentiellement emprunté du monde floral. Ce dernier n’est plus stylisé mais naturaliste. Les lignes courbes sont privilégiées. Il s’inspire également du Symbolisme illustrés par Stéphane Mallarmé en littérature et par Odilon Redon et Gustave Moreau en peinture.
Hector Guimard, Émile Gallé, Eugène Gaillard et Louis Majorelle sont les principaux acteurs du mobilier dit d’Art nouveau.
La marqueterie japonisante, montre le goût pour l’exotisme, pour le monde végétal. Le meuble est une surface « décorative » comme un tableau.
Gallé dessine les fleurs, les plantes, les oiseaux et les insectes de la Lorraine pour s’en inspirer dans la création de ses meubles. Pour Émile Gallé, le décor « aura de l’expression parce que l’artiste en contact avec la nature, ne peut rester insensible à la noblesse des formes vitales (…) cet art sera sincère, joyeux, pleins de naturelle santé, vivant, humain, vrai ou ne sera pas ».
Les acteurs de l’Art nouveau sont pluridisciplinaires : Hector Guimard, conçoit la quasi-totalité du décor des édifices qu’il réalise en tant qu’architecte. Le Castel Béranger est une œuvre homogène, où l’architecture intérieure et extérieure se répondent. Pour ce faire l’architecte, a dû se consacrer à un domaine qui ne lui appartenait pas jusqu’alors : le mobilier. Il y apporte un regard neuf sur l’ébénisterie, même s’il ne rompt pas totalement avec la tradition. Il conçoit les poignées de porte, le sofa, les luminaires… Il crée un univers à part entière. L’utopie de « l’art dans tout » est présente dans son œuvre. Les artistes Art nouveau, tout comme ceux du Bauhaus, inaugurent le rêve où tout serait art, où le moindre objet soulèverait une préoccupation esthétique qui le légitimerait.
Guimard a aussi réalisé le mobilier urbain (banc, luminaire, station de métro) de la ville de Paris. Il en subsiste encore quelques vestiges tout particulièrement les embouchures de métro comme celle de la station Sèvres-Babylone.

#### L'influence duBauhaus
Il a été fondé à Weimar, en Allemagne en 1919, par un groupe d’artistes variés. Cette institution rassemble des architectes dont Walter Gropius, des peintres tels Wassily Kandinsky, Paul Klee. De nombreux historiens considèrent ce groupe comme la « clef » du design. Les arts décoratifs se mêlent véritablement au design.
La SAD, Société des artistes décorateurs, joue un rôle déterminant en France pour lier les artistes aux arts décoratifs. Fondée en 1901, par René Guilleré, elle a pour but de favoriser la collaboration entre les artistes et les industriels, en favorisant ainsi les arts décoratifs. Elle est à l'origine en 1920 du style Art déco qui perdure jusqu’en 1939.
Marcel Duchamp du groupe Dada, met l’objet sur un piédestal en 1917 avec son Urinoir devenu une œuvre à part entière, c’est l’invention du « ready-made ». L’objet, en tant que bien de consommation va prendre également une place importante dans le mouvement Pop Art dans les années 1960.
Pour les surréalistes (de 1924 à la fin des années 1950) la question de l’objet et donc du mobilier est une préoccupation considérable dans leur travail.
Dès les années 1940, en retrait par rapport au mouvement fonctionnaliste du mobilier (1945-1970), on voit apparaître des artistes majeurs comme Alexandre Noll ou Diego Giacometti.
Alexandre Noll choisit le bois comme moyen d’expression et passe de l’objet au meuble. En 1943, il présente ses meubles à la compagnie des arts français.
Diego Giacometti travail auprès de son frère Alberto. À partir de 1929, il réalise divers objets et luminaires pour Jean Michel Franck et réalise des meubles pour Mme Maeght pour Saint-Paul-de-Vence. Mais ce n’est qu’en 1966 qu’il réalise tous les autres meubles caractérisés par une ligne gracile, incorporant des sculptures végétales et animales, très proche du style de son frère.
C’est également à partir des années 1960, que le sculpteur François-Xavier Lalanne commence à réaliser des meubles « animaux ». Ludique, l’artiste crée un espace fantastique grâce ses moutons tabouret ou encore son bar-autruches, premiers meubles sculptures.
Le mobilier d’artiste vit son apogée seulement avec les nouveaux réalistes, vers 1960. Arman, Yves Klein, César, Niki de Saint Phalle réalisent des meubles en « édition limitée » grâce au financement d’Artcurial en 1975. Ce sont des prolongements de l’œuvre de l’artiste. Les violons découpés d’Arman sont recouverts d’une plaque de verre et forment une table. César exploite sa technique de l’expansion pour créer un sofa (un exemplaire est au mobilier national), Niki de Saint Phalle crée des tables.
Dans les années 1980, le mobilier d’artistes se diffuse. Les artistes des années 1960 multiplient leurs productions grâce aux éditions. Ces artistes produisent encore aujourd’hui.
D’autre part, le design sort du fonctionnalisme : Alessandro Mendini prône « le décoratif » et Ettore Sottsass fonde en 1981 le groupe de Memphis, qui accorde une place importante aux « valeurs plastiques, symboliques et ludiques ».

### Les artistes actuels
Selon Adolf Loos, théoricien de l’art, « l’amalgame de l’art et des objets d’usage [est] la plus grande humiliation qu’on puisse infliger à l’art ». Néanmoins, depuis le XXe siècle, les artistes ont questionné la nature de l’œuvre d’art et ont remis en cause les codes traditionnels des Beaux arts.
Par conséquent, l’objet est naturellement mis au cœur de leurs préoccupations. Lorsque Marcel Duchamp érige un urinoir ou un porte-bouteille en œuvre d’art (Fontaine 1917 et Porte Bouteille 1914), il s’approprie l’objet, le kidnappe à ses fins pour le détourner de sa fonction première, triviale et inaugure le ready-made.
De nombreux artistes s’interrogeront par la suite sur le statut de l’objet comme Arman avec ses accumulations, ou encore César et ses compressions, Jean Tinguely et ses sculptures créées avec des objets de récupérations, ou encore Joseph Beuys avec son piano recouvert de feutre et Bertrand Lavier avec l’œuvre réfrigérateur et machine à laver.
Actuellement, on constate un rapprochement entre le design et l’art, à la fois les designers se tournent vers les arts plastiques, et les artistes s’orientent vers le design. Plusieurs expositions ont mis en avant le croisement de ces disciplines. De même, les partenariats entre artistes et designers se font de plus en plus nombreux, comme l'illustre ceux entre le street artist Chat Maigre et le studio de design global KLD-Design qui collaborent dans l'habillage et la création de mobiliers comme des bancs publics ou des chaises.

## Le meuble détourné de sa fonction
Le design, s’intéresse à la fonction du mobilier, et, l’intègre dans une politique commerciale et industrielle. L’artiste qui détourne la fonction du mobilier s’affranchit de la notion usuelle du mobilier, et s’approprie sa forme et l’univers auquel il renvoie.
Les œuvres libérées de leur statut d’objet autonome, revendiquent leur appartenance au monde réel. Julie Pellegrin, commissaire de l’exposition « Intérieur Jour », définit ces meubles comme des « objets-œuvres » qui « suggèrent plus qu’ils ne prescrivent, des hypothèses d’usage que le spectateur est libre de définir ».
De nombreux artistes jouent de cette ambivalence de leurs œuvres tels Kim Hamisky qui utilise le meuble pour créer des sculptures (Table basse « enrubannée » 1982), le meuble est comme handicapé de sa fonction, mais il a une valeur esthétique évidente.
En Grande-Bretagne, l’artiste John Angelo Benson, dans la série « The Benson Collection of Corrupted Classic » de 2003, (litt. Les classiques corrompus de la collection Benson), détourne des meubles « phares » du XXe siècle, notamment le fauteuil Barcelona de Ludwig Mies van der Rohe de 1929 qu’il dote de pics et intitule The Mies Lobby Trap, (le piège du Lobby).

## Le sujet devient meuble
À l’inverse, le sujet peut devenir meuble. Ainsi, il devient fonctionnel et usuel. L’intérêt de ce travail est que le sujet devenant un objet d’usage, il se rapproche de l’homme. Son propriétaire passe du statut de spectateur à celui d’usager, son rapport à l’œuvre devient plus intime.
On peut imaginer qu’un ensemble comme celui-ci crée un lieu imaginaire fantastique où les objets traditionnels et fonctionnels ont disparu. L’illusion fait partie du travail de l’artiste car il est contraint d’attribuer une fonction à l’objet sans empiéter sur sa forme et son caractère esthétique. Les Lalanne dans leur demeure d’Ury, ont créé un univers extraordinaire avec des sculptures de François-Xavier Lalanne.
D’autre part, à la différence de « l’artisan d’art », l’artiste souhaite véhiculer un message. Le mobilier limité jusqu’ici à la fonctionnalité et au beau, peut prendre un sens. L’artiste donne une « intelligentsia » au meuble.
Les nouveaux réalistes transforment régulièrement leur sujet en meuble. Les tables de Niki de Saint Phalle sont la suite logique de son travail de sculpteur, ce sont des Nanas portant un plateau.
Dans les années 1970, le mobilier d’artiste prenait des formes organiques, ou encore anthropomorphiques.
Guy de Rougemont (né en 1935) à l’origine peintre et sculpteur, se consacre au mobilier depuis 1970. Sa table la plus connue est en plexiglas et acier brossé, son titre table basse nuage est inspiré par sa forme. L’artiste explique ainsi sa démarche « Je suis venu aux meubles parce que j’avais envie de donner une fonction à des volumes de sculpteur, mais en essayant toujours de leur garder une certaine ambiguïté ; fonction ou pas fonction ? » (Guy de Rougemont).
Ruth Francken réalise en 1970, la première édition du célèbre « Siège sculpture », qui n’est ni plus ni moins qu’un corps d’homme en polyester moulé figurant une chaise.

## Le mobilier d’artiste dans le marché de l’art
Le mobilier d’artiste occupe dans le marché de l’art une place singulière. Ayant tendance à paraître comme une anecdote dans la carrière de l’artiste, il se place également à la charnière entre deux domaines que l’on essaie souvent de dissocier ; le mobilier et les arts plastiques. Pourtant ces œuvres témoignent d’une véritable communion. Le mobilier d’artiste constitue donc un véritable carrefour des arts, qui se fait également ressentir dans la diversité des acteurs du marché de l’art qui participe à ce phénomène.

### Les éditeurs et les galeries
Les éditeurs sont les premiers concernés. Sauf exception, la plupart des artistes confient la réalisation des meubles à un éditeur. Édition prise en charge par de plus en plus de galeries. Cela leur permettant de réduire leur coût d’achat et éventuellement d’émettre des conseils sur la réalisation du projet. La galerie Artcurial en 1975, fut la première à faire des éditions notamment avec les nouveaux réalistes : Arman, Klein, Niki de Saint Phalle.
L’édition est réglementée, (voir article en annexe sur l’édition), en effet, l’éditeur a pour devoir « de procéder ou faire procéder à la fabrication de l’œuvre », et d’assurer la publication et la diffusion.
L’édition comme en sculpture peut être unique, un original (légalement, un original implique qu’il y a moins de huit exemplaires) ou en multiple. Le prix de vente étant naturellement en conséquence. Il est courant également de faire des rééditions pour une œuvre qui plaît beaucoup.
L’édition d’art crée de nombreuses controverses dans le milieu de l’art. En effet, il repose les questions fondamentales auxquelles, il est invraisemblable de pouvoir répondre : Qu’est-ce que l’art ? L’art peut il se multiplier ? L’art est il obligatoirement unique ? Les partisans des « multiples » en art, ont les mêmes convictions que ceux du design. Ils estiment que concrètement rien ne différencie esthétiquement la pièce unique d’un multiple. Les avantages du multiple sont nombreux, d’une part plus l’objet est édité moins il est cher, si bien qu’il se diffuse plus facilement. La circulation de l’œuvre d’un artiste est plus aisée. Les reproductions d’œuvre d’art permettent ainsi de faire connaître aux plus grands nombres le travail d’un artiste.
Néanmoins, trop multipliée l’œuvre, convient à la vulgariser. Le risque est de banaliser l’artiste et de faire baisser sa côte. C’est pourquoi les éditeurs optent le plus souvent pour un compromis. Le travail de l’artiste est produit à la fois en petite série (moins de 100 exemplaires pour une diffusion internationale), et en pièce unique.

### La diffusion commerciale (galeries, ventes aux enchères)
Il ne semble pas y avoir de collectionneur exclusif de mobilier d’artiste. Il attire à la fois les amateurs de peinture, de sculpture et de mobilier ou design. D’autre part, le mobilier ayant une vertu fonctionnelle dominante, le mobilier d’artiste permet de diffuser l’art plus aisément.
Au niveau des ventes publiques, le mobilier d’artiste est noyé dans les ventes de mobilier ou de tableau. Il n’y a pas encore de règle établie pour ce type de meuble. Si l’artiste est plus connu pour son œuvre picturale, le mobilier d’artiste est généralement présent dans les ventes de tableau.
Les galeries spécialisées dans le mobilier d’artiste sont peu nombreuses, néanmoins la plupart des galeries d’art contemporain et de design intègrent ce type de mobilier dont la galerie Perrotin et la galerie Kreo de renommées internationales.
Par ailleurs, le nom que l’on attribue au mobilier d’artiste varie selon le lieu où il est diffusé : on parle de mobilier ou de meubles d’artistes dans les galeries de tableau et d’art-design dans les magasins de design ou les galeries de design ; on peut y voir une certaine revendication de la part des domaines respectifs.
Le marché de l’art profite également des progrès d’internet. Les sites des galeries « on-line » se multiplient, les sites d’artistes également, et la majorité des sociétés de designers ont leurs propres sites. L’acheteur peut avoir accès directement aux sites des éditeurs. Les œuvres circulent mieux et ne passe pas forcément entre les mains d’un galeriste.

## La représentation du mobilier d’artiste
Le mobilier d’artiste au sein des institutions est présent dans les musées à la fois d’art plastiques et d’art décoratifs. Appelé comme dit précédemment art design parfois, il permet de faire la passerelle entre l’art et le design. Ainsi, il est un moyen pour faire découvrir au grand public amateur de Beaux Arts, le design, et vice-versa.
L’exposition « Crossed Lines, New territories of Design » de Barcelone, en 2003, puis à l’occasion de Lille 2004, « Open Borders », l’exposition du FRAC Île-de-France « Intérieur Jour », et celle du musée de Châteauroux, « le Meubles d’Artiste » montrent l’intérêt des institutions pour ce phénomène. Néanmoins, les œuvres vouées à être utilisé sont aussi un moyen de faire entrer l’art dans « les maisons », les « commerces », ou encore les « entreprises ».
Un exemple très récent du « meuble d'artiste » vient d'être donné par Edifice boulevard Raspail à Paris, lors de l'exposition "Consoles sublimées" présentant l'interprétation d'une console du designer Nicolas Gaudin par une vingtaine de peintres et artisans d'art. Edifice est un des plus anciens magasins de design de Paris, les créations de Putmann et Stark y ont été exposées régulièrement.

## Conclusion
Le mobilier a toujours témoigné du mode de vie d’une société. Les sièges Style Louis XV, montre la féminité et la préciosité du XVIIIe siècle, réservée à une élite, il est lié à l’étiquette de la cour et impose donc une certaine tenue. À l’inverse, le mobilier contemporain (ex : Ikea) largement diffusé, conçu par des designers, renvoie à une société plus démocratique et libre. Les meubles conçus s’adaptent à notre environnement, ils sont légers, parfois recyclables, de couleurs assorties. On peut s’avachir dans les « poufs » face à « une table basse ». Les artistes s’inspirent de leur environnement, face au développement de la société de consommation, l’intérêt pour le mobilier est légitime.
Dès le début du siècle, le mobilier d’artiste a fait surface, grâce à la libération acquise par les artistes et au désir de multiplier les champs d’applications de l’art. Les progrès techniques ont favorisé l’accès aux arts décoratifs. D’autre part, soutenu par les galeristes et les éditeurs, l’artiste n’est pas contraint de participer à la fabrication de l’objet. L’essentiel pour l’artiste étant l’idée.
La présentation du meuble d’artiste sur la scène artistique contemporaine e éprouve le besoin de délivrer un message artistique en réaction contre le minimalisme fonctionnel.
Olivier Urman et Carolyn Wittendal sont des artistes de la même génération qui commencent à être reconnu. Leur travail autour du meuble révèle des aspects différents. Pour Urman, le mobilier est une matière tout comme la peinture à l'huile ou la terre glaise. Cette matière est constitutive du décor qui nous entoure, la matière du décor, qu'olivier Urman décrit dans son œuvre en utilisant le néologisme, le Décoratisme. Alors que pour Wittendal, Show cow est un « clin d’œil » humoristique sur l’écologie, tout en gardant une fonction usuelles.
Le mobilier d’artiste, l’art-design, ne serait il pas un moyen de réconcilier l’art et le design ? À travers ces œuvres, les deux domaines sont confondus, le résultat est réussi. À la manière d’un designer Carolyn Wittendal lie le beau à l’utile, tout en utilisant sa création comme moyen d’expression.
Pour Claire Fayolle et Stéphanie Moisdon, journalistes de Beaux Arts Magazine : « Il s’agit d’une nouvelle forme d’art axée sur la beauté […] [et] à la fois un regard sur la consommation et une façon assumée de briser le tabou de la déco. » Le mobilier d’artiste inscrit le mobilier au même titre qu’une œuvre d’art.
Selon Jean Bedel, « Le succès relatif des meubles sculptures répond au désir des amateurs éclairés qui leur donnent une place de choix dans leur espace habitable, au même titre qu’une œuvre d’art. Cette tendance esthéticienne ne s’inscrit elle pas dans la meilleure tradition française qui sait apprécier la beauté des formes aussi bien pour leur réussite fonctionnelle que pour l’élégance de leurs lignes »

## Sources
Manuels fondamentaux :
- Philippe Dagen, Histoire de l’art contemporain

Art contemporain :
- Catherine Millet et Élisabeth Couturier, L’Art contemporain mode d’emploi, Éditions Filipacchi, 2004.

Mobilier du XXe siècle :
- Pierre Kjellberg, Le Mobilier du XXe siècle, Éditions de l’amateur, 1996.
- Marie-Laure Perrin et Yvonne Brunhammer, Le Mobilier de 1960 à 1998, Éditions Massin, 1998

Design
- Hors série Beaux arts magazine, « qu’est ce que le design aujourd’hui ? »
- La Collection de design du centre Georges Pompidou, Éditions du centre Pompidou, 2004
- Claude Berthod, Roland Beaufre, Extravagances, l’art de vivre autrement, Éditions Flammarion, 2001.
- Claire Fayolle et Stéphanie Moisdon, « Art et Design : les liaisons dangereuses », Beaux Arts Magazine, septembre 2006.

Marché de l’art
- Howard S. Becher, Les Mondes de l’Art, collection Champs, Éditions Flammarion, 1982
- Pierre Cabane, Les Grands Collectionneurs, collection Regard sur l’Art, Éditions de l’Amateur, 2003.
- Marie Cornu, Nathalie Mallet-Poujol, Droit, œuvres d’art et musées, Éditions du CNRS Droit, 2006

Catalogue d’exposition :
- Centre Georges Pompidou, D-Day, le design aujourd’hui, du 29 juin au 17 octobre 2005, Éditions du centre Pompidou,2005.
- Musées de Châteauroux, Meubles d’artistes, Éditions…, 2005
- FRAC IDF, Intérieur Jour, Éditions Filigrane, 2005
- Le Syndrome du Docteur Urman, Galerie Benamou, catalogue d’exposition, du 3 au 16 mars 2000.